# Anavota Reddy
Anavota Reddy (1335-1364) fou el fill i successor de Prolaya Vema Reddy a la dinastia dels Reddys de Kondavidu.
Durant el seu regnat va estar sempre en guerra contra els Bahmànides, els nayaks Recherles Velames i els reis de Vijayanagar que rodejaven els seus territoris. Va canviar la seva capital des de Addanki a la més inexpugnable fortalesa de Kondavidu. Va portar les seves tropes a Kalinga juntament amb el seu aliat Choda Bhaktiraja. Va conquerir diversos petits regnes com Nirvadyapura (moderna Nidadavolu) governada pels Chalukya de Vengi, Vundi governada pels kshatriyes Suryavamsa, Korukonda governada pels Nayaks Kondayes i Pithapuram governada pels Koppularajus, el 1356. Va resistir amb èxit els atacs dels bahmànides i dels Recherles Velames. Bukkaraya I de Vijayanagar va aprofitar d'aquests conflictes i va ocupar Srisailam i Markapuram.
Tot i els constant desafiaments al seu regne per part d'aquests enemics, Anavota va promoure la prosperitat. Va recaptar taxes raonables dels mercaders i fou un governant capacitat i protector del dharma Hindu igual que el seu pare Prolaya Vema Reddy. El va succeir el seu germà petit Anavema Reddy.